# Maçude Begue
Maçude Begue (m. 1289) foi um turcomano muçulmano do século XIII ativo no Império Mongol, filho de Mamude Ialavache. 

## Vida
Maçude foi um turcomano muçulmano, filho de Mamude Ialavache. Em 1240, foi nomeado pelo grão-cã Oguedai (r. 1229–1241) como governador do Turquestão e Uiguristão em sucessão de seu pai. Após a morte de Oguedai em 1241, foi perseguido pela viúva Toreguene (r. 1241–1246), se vendo obrigado a buscar abrigo na corte de Batu. Sob Guiuque (r. 1246–1248), foi reinstalado em sua posição, que ainda mantinha sob seu sucessor Mangu (r. 1251–1259). Quando eclodiu a guerra civil entre Arigue Buga (r. 1259–1264) e Cublai (r. 1260–1294), Maçude apoiou o primeiro, pois o segundo teve seu papel na queda de Mamude como administrador no norte da China. Arigue manteve-o na Mongólia até 1264, quando o enviou ao cã Algu (r. 1260–1265/66) no Canato de Chagatai para tentar restaurar suas relações com Algu. Ali, foi recolocado como saíbe do divã (governador) na Transoxiana. Sob Baraque (r. 1266–1271), serviu como vizir ou primeiro ministro. O governo de Baraque foi caracterizado pela espoliação do campesinato, cujo dano foi reparado parcialmente em 1269–70 por Maçude. Desde 1271, Maçude e seus filhos serviram Caidu (1236–1301). Maçude doou uma das maiores madraças (escolas islâmicas) em Bucara, mas que foi incendiada numa invasão do ilcã em 1273.